# Kamchik
Kamchik (en ucraniano: Камчик) es un pueblo ucraniano perteneciente al óblast de Odesa. Situado en el suroeste del país, es parte del raión de Bíljorod-Dnistrovski y del municipio (hromada) de Sarata.

## Toponimia
Hasta 2024, el nombre oficial del lugar fue Zoria (en ucraniano: Зоря; en ruso: Заря), aunque también tiene otros nombres de importancia histórica (en rumano: Camcic; en búlgaro: Зоря). 

## Geografía
El pueblo está situado a orillas del río Sarata, 5 km al sur de Sarata y a 140 km al suroeste de Odesa.  

## Historia
El pueblo fue fundado en 1830 por colonos búlgaros con el nombre de Camcic, en una región que había pasado a formar parte de la gobernación de Besarabia dentro del Imperio ruso en 1812.El nombre Kamchik deriva de la zona de los ríos Luda y Golyama Kamchiya, de donde procedían los colonos.Los colonos eran en su mayoría agricultores. 
Durante la guerra civil rusa, se declaró República Democrática de Moldavia en 1917 y se anexionó voluntariamente al reino de Rumania ese mismo año.
Kamchik fue entregada a la Unión Soviética con el pacto Ribbentrop-Mólotov, incorporada al raión de Bolgrado del óblast de Izmaíl. El 29 de julio de 1941, Kamchik fue tomada por tropas germano-rumanas durante la operación Barbarroja de la Segunda Guerra Mundial, volviendo a manos soviéticas en 1944. El nombre fue cambiado a Zoria en 1945.
En 2023, el grupo de trabajo de la Comisión Nacional de Estándares Lingüísticos Estatales incluyó a Zoria en la lista de asentamientos en Ucrania que pueden renombrarse como parte de las campañas de descomunización y la derusificación en Ucrania. El nombre elegido fue el nombre de Kamchik, aprobado en la Rada Suprema el 19 de septiembre de 2024.

## Demografía
La evolución de la población de Kamchik entre 1870 y 2001 fue la siguiente:
| 1119                                                          | 2917 | 5521 | 5528 |
| (Fuente: Cities & Towns of Ukraine y UKRAINE: Größere Städte) |      |      |      |

Según el censo de 2001, la lengua materna de la mayoría de los habitantes, el 82,32%, es el ruso; del 7,4%, el ucraniano; del 4,82%, el griego; y del alemán, del 1,61%.

## Infraestructura

### Transporte
La autovía M05, que conecta Odesa y Reni, pasa por el pueblo.